# يوكيمي دايفوكو

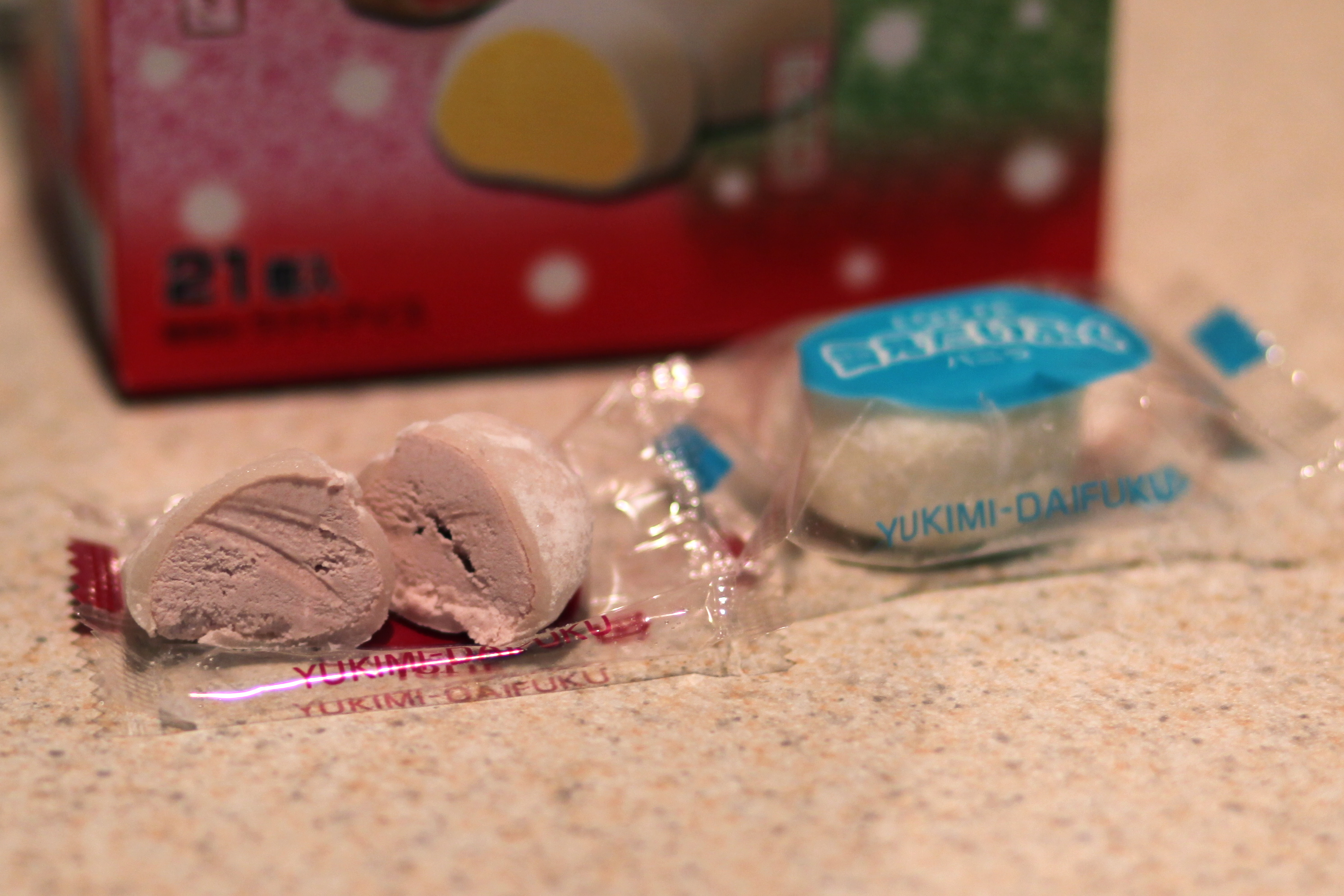
نوع من المثلجات

اليوكيمي دايفوكو ( باللغة اليابانية :雪見だいふく ) هي مثلجات موتشي تصنعها شركة لوت الكورية الجنوبية. تم إصدارها أيضًا في اليابان في أكتوبر عام 1981. وتتكون من كرة من حليب مثلج بالفانيليا ملفوفة بطبقة رقيقة من الموتشي أو من كعكة الأرز مغموسة في حليب جوز الهند.
تأتي بثلاثة أحجام: علبة تحتوي على قطعتين من المثلجات مع معول بلاستيكي لأكلها. علبة "يوكيمي دايفوكو الصغيرة" تحتوي هذه العلبة على تسع قطع مثلجات أصغر وتحتوي أيضا على 9 ملاعق. علبة "يوكيمي دايفوكو الصغية ذات الثلاثة الوان, تحتوي على ثلاثة أنواع ، مثلجات الشاي الأخضر ، مثلجات الشوكولاتة ، ومثلجات الفانيليا. يفضل الكثير من الناس الفانيليا المعروفة بطعمها الحلو.
بصرف النظر عن نكهة الفانيليا المعتادة ، هناك أيضًا نكهات بحليب الفراولة ، بالشوكولاتة الثلاثية الخام ، بالتوكاتشي أزوكي وبالشوكولاتة الخام.

## شاهد أيضا
- اليابان
- مثلجات الموتشي

## روابط خارجية
- Lotte product page
- Official page نسخة محفوظة 2013-03-29 على موقع واي باك مشين.